# Pentafluorure d'iode
Le pentafluorure d'iode est un composé chimique de formule IF5. C'est un liquide jaune pâle dense (3 210 kg·m-3) préparé pour la première fois par Henri Moissan en 1891 en faisant brûler de l'iode solide dans du fluor. C'est toujours cette réaction exothermique qui est utilisée, bien que ses conditions aient été améliorées depuis, :
I2 + 5 F2 → 2 IF5
C'est un agent fluorant puissant et très oxydant. Il réagit violemment à l'eau en formant de l'acide fluorhydrique HF.
La molécule IF5 a une géométrie pyramidale carrée, que la théorie VSEPR permet bien d'expliquer :
- l'atome d'iode est au centre de la molécule
- l'un des atomes de fluor est lié à l'iode par une liaison covalente
- la position diamétralement opposée à cet atome de fluor est occupée par un doublet non liant de l'atome d'iode
- les quatre derniers atomes de fluor s'organisent en deux alignements F-I-F orthogonaux formant la base de la pyramide, chaque alignement F-I-F permettant une liaison à trois centres et quatre électrons

Les cinq atomes de fluor sont donc liés à l'iode par des liaisons de type différent, ce qui se traduit par des longueurs de liaison différentes :
- ~ 184,4 pm pour la liaison I-F covalente
- ~ 186,9 pm pour les liaisons I-F impliquées dans une liaison 3c-4e